# Tenuipalpus pacificus
Tenuipalpus pacificus är en spindeldjursart som beskrevs av Baker 1945. Tenuipalpus pacificus ingår i släktet Tenuipalpus och familjen Tenuipalpidae. Inga underarter finns listade i Catalogue of Life.